# Kamenica (Preseka)
Kamenica is een plaats in de gemeente Preseka in de Kroatische provincie Zagreb. De plaats telt 61 inwoners (2001).